# Charqui
El charqui (< quechua ch'arki, «cecina») és la carn deshidratada que es cobreix amb sal i s'exposa al sol. S'usava antany, abans de l'aparició del frigorífic (1883), i encara s'usa en l'actualitat per conservar la carn per períodes perllongats. A les regions andina i meridional d'Amèrica del Sud, es denomina charqui o charque a una forma de preparació de les carns per a la seva conservació durant períodes perllongats.
Diferents cultures van saber deshidratar la carn de diverses formes amb l'objectiu de poder conservar-la per al seu posterior consum, a causa que no es comptava amb tècniques com la refrigeració per mantenir la carn fresca.
Assecada només al sol, al vent o reservada en llocs humits o secs, amb l'afegit d'herbes o condiments que es tenien a mà a la zona on habitaven, van saber conservar la carn i transformar-la en el que avui es coneix amb diferents noms. Tant de formes senzilles com més evolucionades, tenien un mateix objectiu: la preservació.

## Preparació
Inicialment es van usar carns d'animals autòctons com el guanac o la llama, encara que el charqui pot preparar-se gairebé amb qualsevol carn. Amb l'arribada dels espanyols a Amèrica va prendre més importància el charqui de carn de vedella.
El mètode de preparació usualment comença per tallar la carn en llotges o tires el més fines possible, llevar-los el greix i, en tot el possible, la sang («suc de carn»). Les tires així preparades són penjades en llocs secs, ventilats i, sobretot, molt as-solejats, fins que prenen una textura semblant a la del cartró i fins i tot a la del cuir, protegint-les de les mosques amb teles de tipus mosquitera. Acabant l'assecat, es posen en fumat.
Després, l'usual és que la hi guardi en recipients entre capes de sal comuna, afegint, de vegades, pebre, pimentó i ajíes dessecats. Més rar és que s'usin per a la preservació del charqui capes de mel i pròpolis.

## Forma de consum

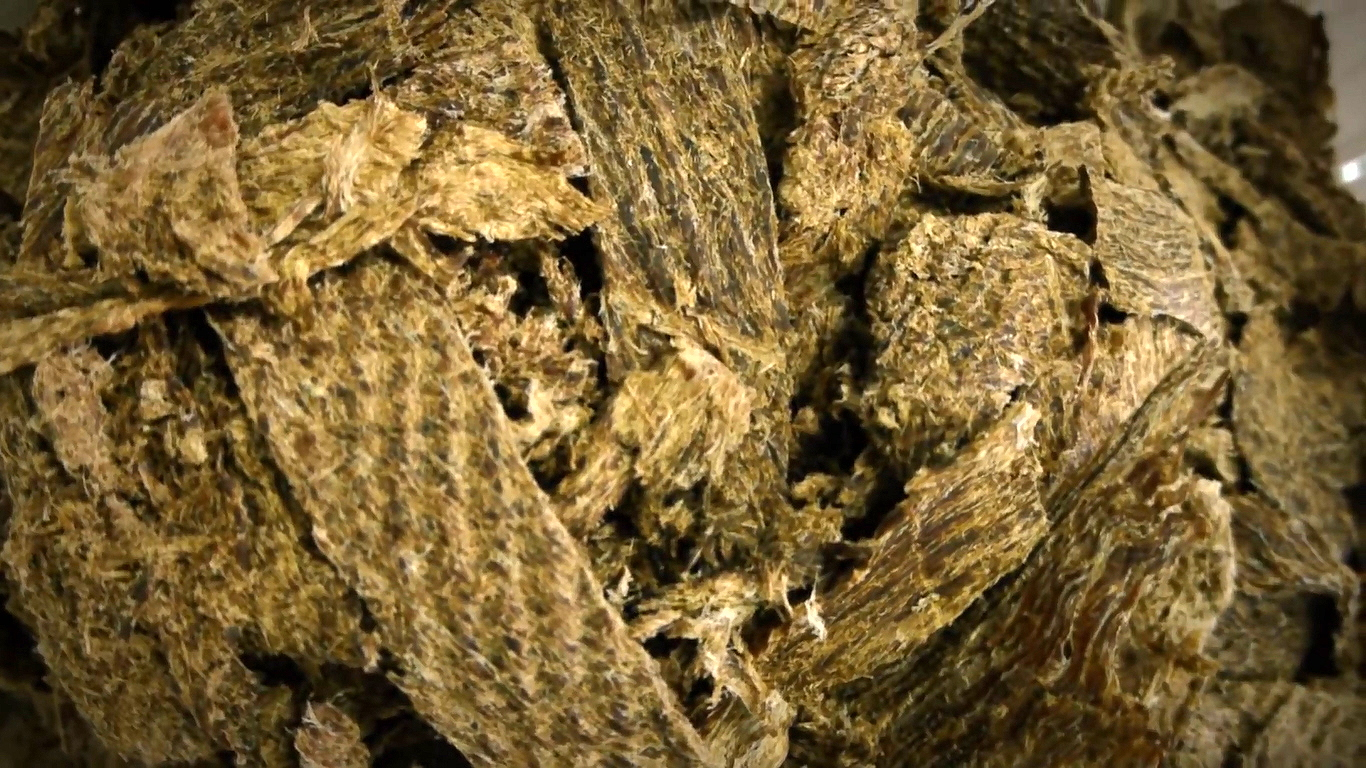
Charqui de carn bovina.

El charqui és essencialment carn deshidratada de porc, ovella, vedella o, equíns entre d'altres. Quan la deshidratació es realitza en zones com la puna o l'altiplà andí, a causa de les característiques del clima, el charqui resulta pràcticament un aliment liofilitzat (el mateix que el seu freqüent acompanyant d'origen vegetal: el chuño) i pot ser consumit sense una altra preparació, encara que el més comú és que, com al gulash, se'l rehidrati, sent ingredient principal en guisats o formant part del farciment d'empanades, tamales i altres plats.
A la regió cruceña de Bolívia se'l consumeix fregit, acompanyat amb yuca (o mandioca) bullida, o patates bullides i majado per majadito, masaco de plàtan (o banana) o yuca i també en jigote.
A Potosí, Bolívia, es fa el valdiviano que consisteix en una sopa de carn, amb chalona (charque de xai) i de porc, amb verdura, papa i ají colorit molt i espècies, se serveix amb llajua que és una sal andina de pebrot, tomàquet, quirquiña i sal.
En el sud de Xile, segons diu una llegenda, els militars de Valdivia van crear el plat anomenat valdiviano avorrits de menjar el mateix charqui tot els dies.
En el Perú el charqui és molt consumit, com per exemple en el típic olluquito amb Charqui.
A Argentina existeix en el nord del país,sobretot a la regió de l'Altiplà diferents tipus de charqui com el de vedella, el de llama,de xai acompanyat de papes andines, pebre vermell i llajua, en la Patagonia existeixen altres tipus de charqui com el charqui de cérvol o el charqui de guanac.